# ووشنو
ووشنو (به لاتین: Łosino) یک روستا در لهستان است که در گمینا کوبلنگتسا واقع شده‌است.